# Paraswammerdamia
Paraswammerdamia là một chi bướm đêm thuộc họ Yponomeutidae.

## Các loài
- Paraswammerdamia iranella - Friese, 1960
- Paraswammerdamia lapponica - Petersen, 1932
- Paraswammerdamia lutarea - Haworth, 1828
- Paraswammerdamia ornichella - Friese, 1960

## Hình ảnh

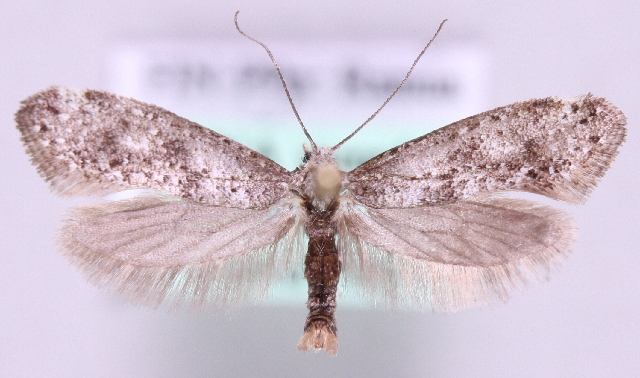